# Progonomys woelferi
Progonomys woelferi is een uitgestorven knaagdier uit het geslacht Progonomys, dat behoort tot de muizen en ratten van de Oude Wereld. De soort is groter dan voorouder P. cathalai.
Fossielen van P. woelferi zijn gevonden in het Laat-Tortonien en Vroeg-Serravallien van Spanje, Frankrijk, Oostenrijk, Griekenland en Pakistan.
Uit P. woelferi zijn waarschijnlijk Huerzelerimys en vele andere Murinae ontstaan. Karnimata darwini wordt nu als een synoniem gezien.
Progonomys cathalai · Progonomys minus · Progonomys sinensis · Progonomys woelferi · Progonomys chougrani (ongeldige naam)